# HTTP/2
HTTP/2 (tên ban đầu là HTTP/2.0) là một bản sửa đổi lớn của giao thức mạng HTTP được World Wide Web sử dụng. Nó được bắt nguồn từ giao thức SPDY thử nghiệm trước đó, do Google phát triển ban đầu. HTTP/2 được phát triển bởi Nhóm công tác HTTP (còn được gọi là httpbis, trong đó " bis " có nghĩa là "hai lần") của Lực lượng Đặc nhiệm Kỹ thuật Internet (IETF). HTTP / 2 là phiên bản mới đầu tiên của HTTP kể từ HTTP / 1.1, được chuẩn hóa trong RFC 2068 vào năm 1997. Nhóm công tác đã trình bày HTTP/2 cho Nhóm chỉ đạo kỹ thuật Internet (IESG) để xem xét làm Tiêu chuẩn đề xuất vào tháng 12 năm 2014, và IESG đã phê duyệt để xuất bản thành Tiêu chuẩn đề xuất vào ngày 17 tháng 2 năm 2015 (và đã được cập nhật vào tháng 2 năm 2020 đối với TLS 1.3). Đặc tả chi tiết HTTP/2 được xuất bản dưới tên RFC 7540 vào ngày 14 tháng 5 năm 2015.
Nỗ lực tiêu chuẩn hóa được các trình duyệt Chrome, Opera, Firefox, Internet Explorer 11, Safari, Amazon Silk và Edge hỗ trợ. Hầu hết các trình duyệt chính đã thêm hỗ trợ HTTP/2 vào cuối năm 2015. Khoảng 98% trình duyệt web được sử dụng có khả năng này, trong khi theo W3Techs, Tính đến  tháng 1 năm 2021, 50,2% trong số 10 triệu trang web hàng đầu có hỗ trợ HTTP/2.
Sản phẩm kế nhiệm được đề xuất của nó là HTTP/3, một bản sửa đổi lớn dựa trên các khái niệm được HTTP/2 thiết lập. Hỗ trợ cho HTTP/3 đã được thêm vào Chrome vào tháng 9 năm 2019 và Safari 14, trên macOS Big Sur, là trình duyệt đầu tiên hỗ trợ HTTP/3 theo mặc định, vào năm 2020, nếu không thì nó vẫn chưa được bật theo mặc định trong bất kỳ trình duyệt nào, trong khi không có hỗ trợ HTTP/3 mặc định trong các phiên bản ổn định của Chrome và Firefox và HTTP/3 có thể được bật lên sau đó.